# Костянтин II Арборейський
Костянтин II (італ. Orzocco III; пом. після 1147) — співправитель Арборейської юдикату у 1140-х роках. Походив з династії Лакон-Серра. Ймовірно був сином юдики Костянтина I. Не відігравав значної ролі, залишаюшись молодшим юдиком за часи панування спочатку Коміти II, а потім Орцокко III. Після 1147 року про нього нічого невідомо.